# Solsonès
Il Solsonès (nome ufficiale in lingua catalana; in spagnolo Solsonés) è una delle 41 comarche della Catalogna, con una popolazione di 12.764 abitanti; suo capoluogo è Solsona, città da cui ha preso il nome.
Amministrativamente fa parte della provincia di Lleida, che comprende 13 comarche.

## Lista dei comuni del Solsonès
| città                   | superficie | popolazione | densità        |
| ----------------------- | ---------- | ----------- | -------------- |
| Castellar de la Ribera  | 60,23 km²  | 158 ab.     | 2,62 ab./km²   |
| Clariana de Cardener    | 40,78 km²  | 149 ab.     | 3,65 ab./km²   |
| Guixers                 | 66,40 km²  | 154 ab.     | 2,3 ab./km²    |
| La Coma i la Pedra      | 60,62 km²  | 270 ab.     | 4,45 ab./km²   |
| Lladurs                 | 128,0 km²  | 220 ab.     | 1,7 ab./km²    |
| Llobera                 | 39,20 km²  | 218 ab.     | 5,6 ab./km²    |
| La Molsosa              | 26,90 km²  | 134 ab.     | 5 ab./km²      |
| Navès                   | 145,27 km² | 263 ab.     | 1,81 ab./km²   |
| Odèn                    | 114,40 km² | 277 ab.     | 2,4 ab./km²    |
| Olius                   | 54,50 km²  | 566 ab.     | 10,4 ab./km²   |
| Pinell de Solsonès      | 91,10 km²  | 224 ab.     | 2,5 ab./km²    |
| Pinós                   | 104,30 km² | 308 ab.     | 3 ab./km²      |
| Riner                   | 47,10 km²  | 273 ab.     | 5,80 ab./km²   |
| Sant Llorenç de Morunys | 4,34 km²   | 969 ab.     | 223,27 ab./km² |
| Solsona                 | 17,66 km²  | 8.571 ab.   | 485,33 ab./km² |